# Maytenus recondita
Maytenus recondita är en benvedsväxtart som beskrevs av B.E. Hammel. Maytenus recondita ingår i släktet Maytenus och familjen Celastraceae. Inga underarter finns listade.